# Gallagher Premiership
Premiership Rugby, (känd som Gallagher Premiership av sponsorskäl) är den officiella högsta ligan i England för rugby union. Den är en av de tre stora professionella ligorna i Europa (de andra är United Rugby Championship och franska Top 14), där de åtta högst rankade klubbarna kvalificerar sig till European Rugby Champions Cup.
Den första säsongen spelades 1987–88 och gick under namnet Courage League National Division One. 1997 bytte ligan namn till Allied Dunbar Premiership då ett sponsoravtal inleddes med försäkringsbolaget Allied Dunbar, säsongen 2000–01 bytte den återigen namn till Zurich Premiership efter Allied Dunbars moderbolag Zurich Financial Services. Samma säsong infördes också en slutspelsomgång för de åtta högst placerade klubbarna med en final som spelas på Twickenham Stadium. Mellan 2005 och 2010 var Guinness sponsor och ligan kallades Guinness Premiership. Premiership Rugby sponsrades av Aviva mellan 2010 till 2018 och kallades då Aviva Premiership.

## Lag
Säsongen 2024-25 kommer fortsätta med 10 lag i serien då vinnaren av RFU Championship; Ealing Trailfinders hemmaarena inte uppfyller Premierships krav på publikkapacitet. 
| Lag                | Arena               | Stad                          |
| ------------------ | ------------------- | ----------------------------- |
| Bath               | Recreation Ground   | Bath, Somerset                |
| Bristol            | Ashton Gate Stadium | Bristol, Gloucestershire      |
| Exeter Chiefs      | Sandy Park          | Exeter, Devon                 |
| Gloucester         | Kingsholm Stadium   | Gloucester, Gloucestershire   |
| Harlequins         | Twickenham Stoop    | Twickenham, Middlesex/London  |
| Leicester Tigers   | Welford Road        | Leicester, Leicestershire     |
| Newcastle Falcons  | Kingston Park       | Newcastle, Tyne and Wear      |
| Northampton Saints | Franklin's Gardens  | Northampton, Northamptonshire |
| Sale Sharks        | AJ Bell Stadium     | Salford, Greater Manchester   |
| Saracens           | StoneX Stadium      | Hendon, London                |

## Mästare
- 1987–88 Leicester Tigers
- 1988–89 Bath
- 1989–90 Wasps FC
- 1990–91 Bath
- 1991–92 Bath
- 1992–93 Bath
- 1993–94 Bath
- 1994–95 Leicester Tigers
- 1995–96 Bath
- 1996–97 Wasps RFC
- 1997–98 Newcastle Falcons
- 1998–99 Leicester Tigers
- 1999–00 Leicester Tigers
- 2000–01 Leicester Tigers
- 2001–02 Leicester Tigers
- 2002–03 London Wasps
- 2003–04 London Wasps
- 2004–05 London Wasps
- 2005–06 Sale Sharks
- 2006–07 Leicester Tigers
- 2007–08 London Wasps
- 2008-09 Leicester Tigers
- 2009-10 Leicester Tigers
- 2010-11 Saracens
- 2011-12 Harlequins
- 2012-13 Leicester Tigers
- 2013-14 Northampton Saints
- 2014-15 Saracens
- 2015-16 Saracens
- 2016-17 Exeter Chiefs
- 2017-18 Saracens
- 2018-19 Saracens
- 2019-20 Exeter Chiefs
- 2020-21 Harlequins
- 2021-22 Leicester Tigers
- 2022-23 Saracens
- 2023-24 Northampton Saints